# Banchus leptoceras
Banchus leptoceras là một loài tò vò trong họ Ichneumonidae.